# Kyōiku mama
Kyōiku mama (教育ママ? lett. "Madre istruzione") è un termine spregiativo giapponese che indica la figura stereotipata, all'interno della società giapponese moderna, di una madre che spinge incessantemente il proprio figlio a studiare, a scapito dello sviluppo sociale e fisico del bambino e del suo benessere emotivo.

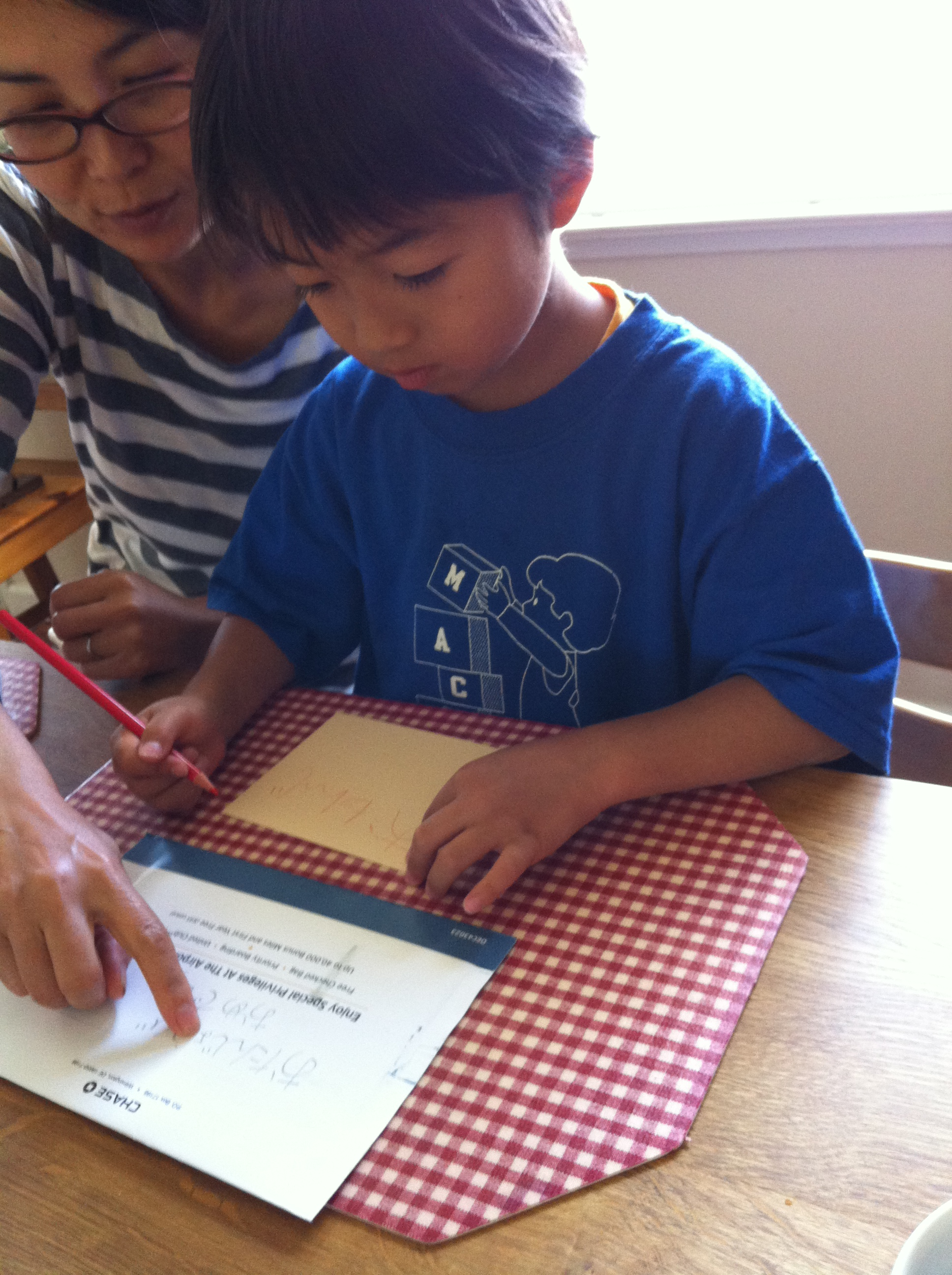
Una madre giapponese aiuta il figlio nello studio

La kyōiku mama è una delle figure più riconoscibili della cultura di massa contemporanea in Giappone, paragonabile allo stereotipo culturale americano della madre che costringe i propri figli ad avere successo nel business o a primeggiare negli studi di medicina o legge. La sua figura, temuta dagli stessi figli, accusata dalla stampa di essere causa di fobie scolari e suicidi nei giovani, è inoltre fonte di invidia per le madri i cui figli studiano meno e hanno un rendimento scolastico più basso.

## Storia

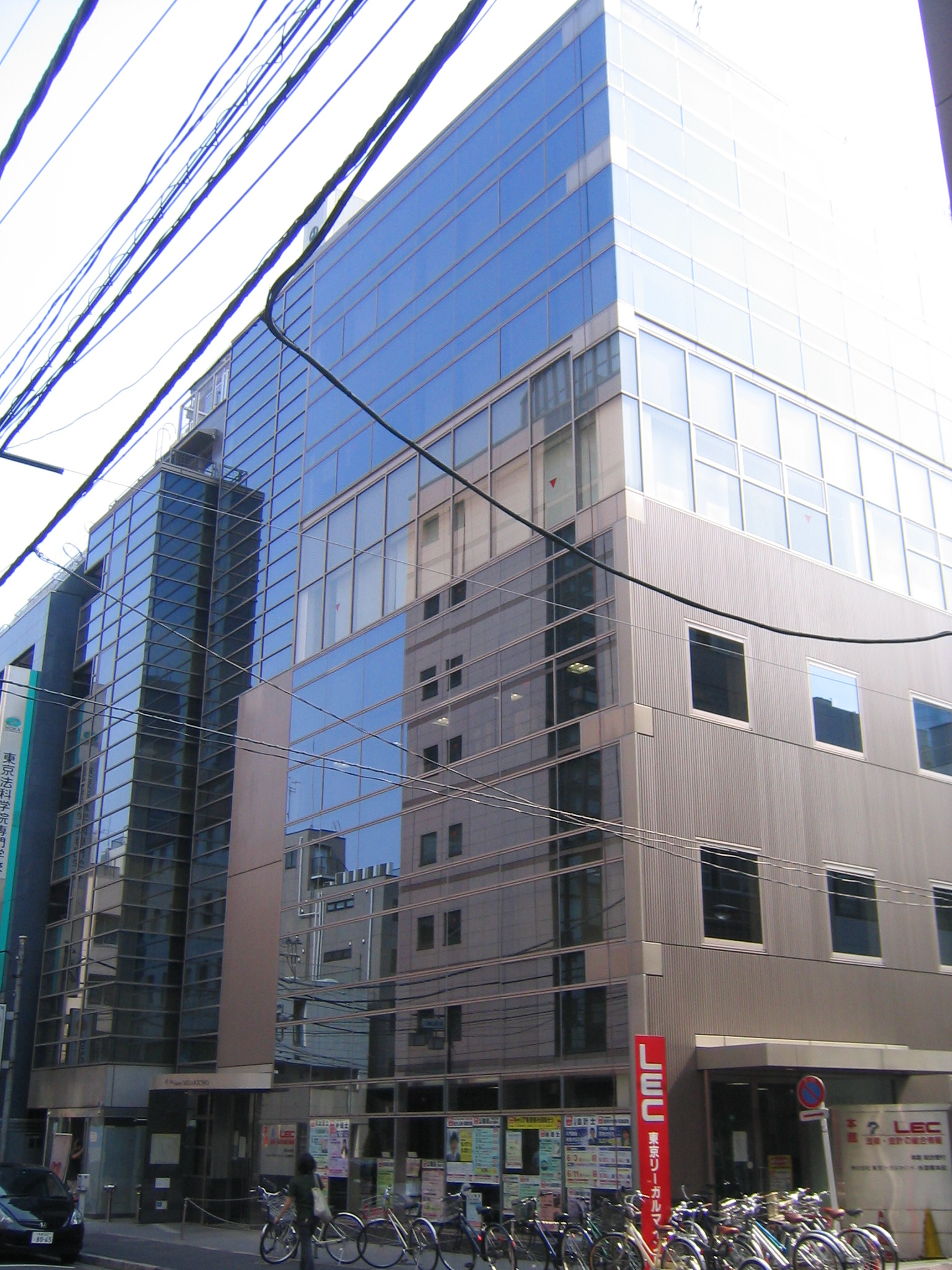
LEC, uno dei 50.000 juku presenti in Giappone

Negli anni cinquanta, durante il secondo dopoguerra, il Giappone investì varie risorse per migliorare e accelerare il suo programma di educazione. I bambini in quel periodo dovevano distinguersi dai coetanei già in età precoce per poter sperare di accedere alle università di massimo livello. Gli esami di ammissione per quei bambini iniziavano dall'asilo nido.
Dalla metà degli anni settanta, la pressione sui ragazzi in modo da ottenere grandi risultati scolastici aumentò sensibilmente, creando la necessità di scuole speciali. Così il 70% degli studenti fu incoraggiato a continuare la propria vita scolastica in una juku (学習塾? in inglese cram school, in italiano traducibile come “scuola privata preparatoria”) dopo la chiusura delle scuole regolari, per aumentare le possibilità che i figli ottenessero l'accesso a un'università di prestigio, e di conseguenza un lavoro ben retribuito, oltre a rafforzare sia l'ingegno che l'apprendimento mnemonico, frequentando fino alle 10 o alle 11 di sera. Dagli anni dieci del XXI secolo le tasse di iscrizione possono raggiungere i 260.000 yen l'anno. Oltre alle cram school, gli studenti vennero incoraggiati ad impegnarsi nella pratica dello shodō, pianoforte, abaco, kendō e nello studio della lingua inglese. Di conseguenza, negli anni ottanta, ebbe inizio una serie di suicidi legati a pressioni scolastiche: studenti di scuole medie ed elementari si tolsero la vita dopo aver fallito agli esami di ammissione.
Tuttavia, durante gli stessi anni, gli studiosi occidentali identificarono nella figura della madre giapponese la matrice della straordinaria brillantezza degli studenti giapponesi. Le cosiddette kyōiku mama arrivavano a spendere la maggior parte delle loro energie nel seguire i figli durante il loro percorso scolastico, offrendo parole di conforto e incoraggiamento, e preparando pasti per i figli obbligati a passare la notte a studiare. Tuttavia questo comportamento ebbe un esito controproducente: i risultati scolastici degli studenti giapponesi accusarono un drastico calo rispetto a quelli di altri Paesi, mentre si diffusero problemi sociali quali il fenomeno degli studenti ribelli, rifiuto di recarsi a scuola o di lasciare le proprie stanze, mancanza di motivazione verso la scuola e lo studio. La motivazione di questo brusco cambiamento di rotta fu individuata nelle stesse madri, accusate di essere troppo diligenti o di vedere nella forzata realizzazione professionale dei loro figli una forma vicaria di realizzazione personale.
Nel 2001, l'Istituto Nazionale di Ricerca sull'Istruzione rivelò che il 33% degli insegnanti e dei presidi intervistati dichiarava di aver assistito al completo fallimento di una classe «nel corso di un periodo continuato di tempo» dovuto a studenti ribelli che esercitavano «un'attività arbitraria». Nel 2002, il Ministero dell'Istruzione giapponese, pressato dal bisogno di riforme, tagliò del 30% il periodo da dedicare alle frequentazione della scuola, in modo che gli studenti avessero più tempo libero per perseguire gli studi in gruppo in base al percorso scelto.
L'uso del termine popolare mukatsuku che significa “irritante e fastidioso”, è in aumento tra gli studenti ed esprime il sentimento giovanile di stanchezza verso gli insegnanti, i genitori e la vita.
Infine, la figura stereotipata della kyōiku mama si rispecchia soprattutto in quelle madri giapponesi moderne le quali dedicano tutto il loro tempo ai figli, in modo che essi superino gli esami. Per esempio, ai test nazionali di ammissione all'Università di Tokyo, la maggior parte delle madri assiste all'esame del proprio figlio all'interno delle aule; la notte soggiorna in un albergo nelle vicinanze, istiga i figli affinché non arrivino tardi e si tormenta finché non escono i risultati. Inoltre, sono capaci di richiedere incontri con gli insegnanti giudicati non idonei all'educazione dei figli, chiederne le dimissioni, o condurre petizioni per l'eventuale licenziamento.

## Fattori che influenzano lo sviluppo dikyōiku mama

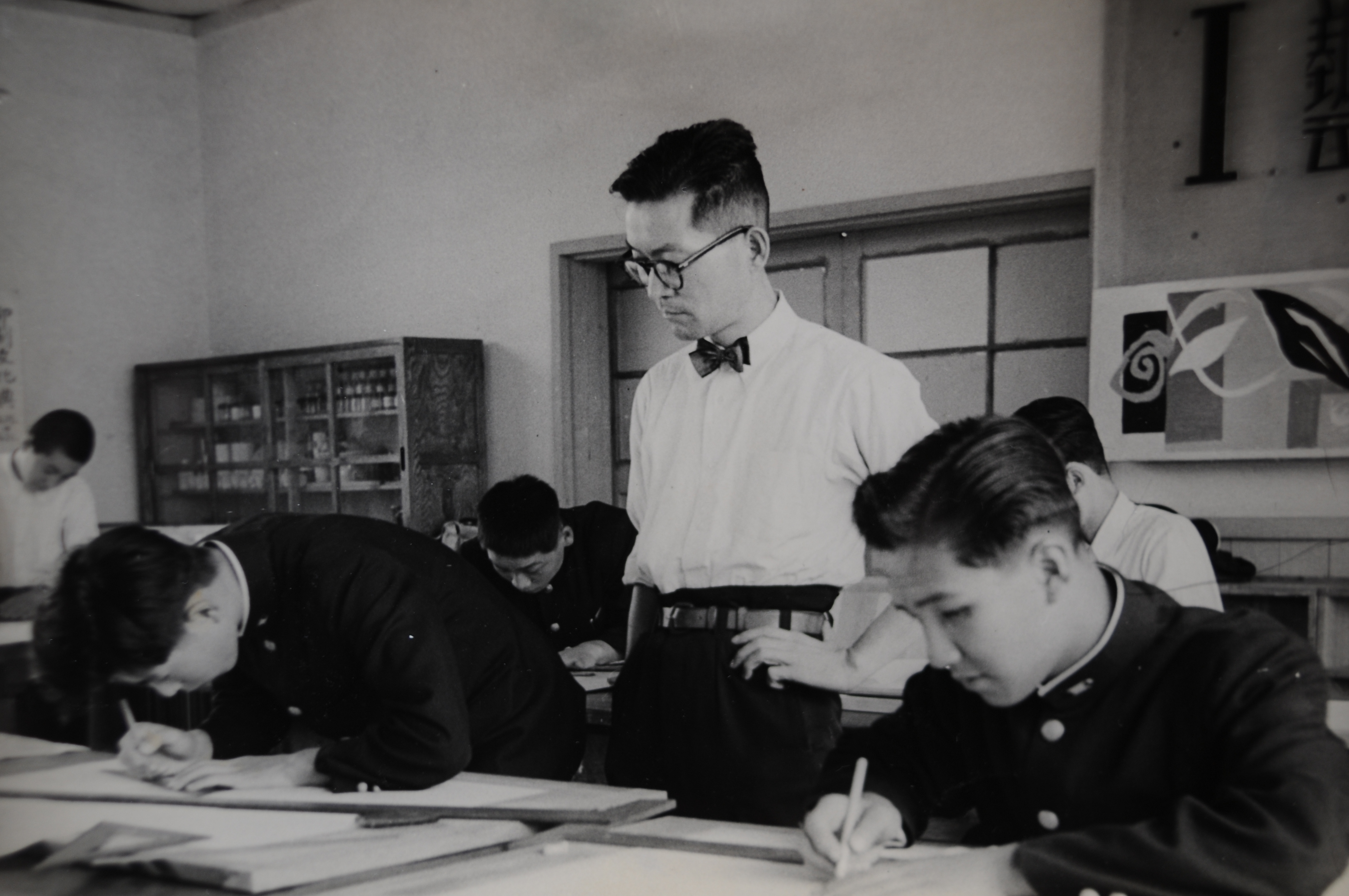
Studenti giapponesi nel 1963. In Giappone è indispensabile seguire un lineare percorso scolastico (dalla scuola dell'infanzia all'università più prestigiosa) per ottenere un lavoro stabile e ben retribuito, influenzando di conseguenza anche i rapporti interpersonali

### Il sistema di educazione
L'attenzione particolare rivolta all'educazione familiare da parte delle donne negli anni sessanta ha portato alla diffusione del fenomeno della kyōiku mama, la quale si poneva come «controparte domestica del salaryman». Questo comprendeva una grande responsabilità verso i «bambini, specialmente i maschi, per superare con successo gli esami per l'ammissione alla scuola superiore e all'università». Di conseguenza, il termine kyōiku papa non emerse; solo la “mamma istruzione” divenne un fenomeno sociale.
Il sistema di educazione è una delle principali ragioni per cui le madri divennero kyōiku mama. Ottenere l'accesso in un'università d'élite, totalizzando alti punteggi negli esami, era indispensabile per ottenere un lavoro stabile in futuro.
Di conseguenza è normale per gli studenti giapponesi seguire un preciso “percorso”, un “nastro trasportatore” il quale li conduce dall'asilo nido, passando dall'opportuna scuola dell'infanzia, alla migliore scuola elementare, media e superiore, ognuna delle quali può essere associata a prestigiose università. Per garantire questi risultati, alcuni genitori sono stati scoperti a commettere atti illegali e/o immorali per promuovere il successo dei propri figli, come ad esempio pagare tangenti nel tentativo di iscriverli a prestigiose scuole dell'infanzia.
Il problema è aggravato dall'idea che i più importanti posti di lavoro nel mondo degli affari e del governo siano riservati per i laureati delle università più blasonate, come ad esempio l'Università di Tokyo. Inoltre, si crede che il prestigio dell'università frequentata influisca sulle scelte per un futuro coniuge. Poiché la vita di un bambino sembra essere determinata dalla scuola che frequenta, molte madri adottano misure straordinarie per mandare i propri figli in una buona scuola.

### Modifica delle strutture familiari

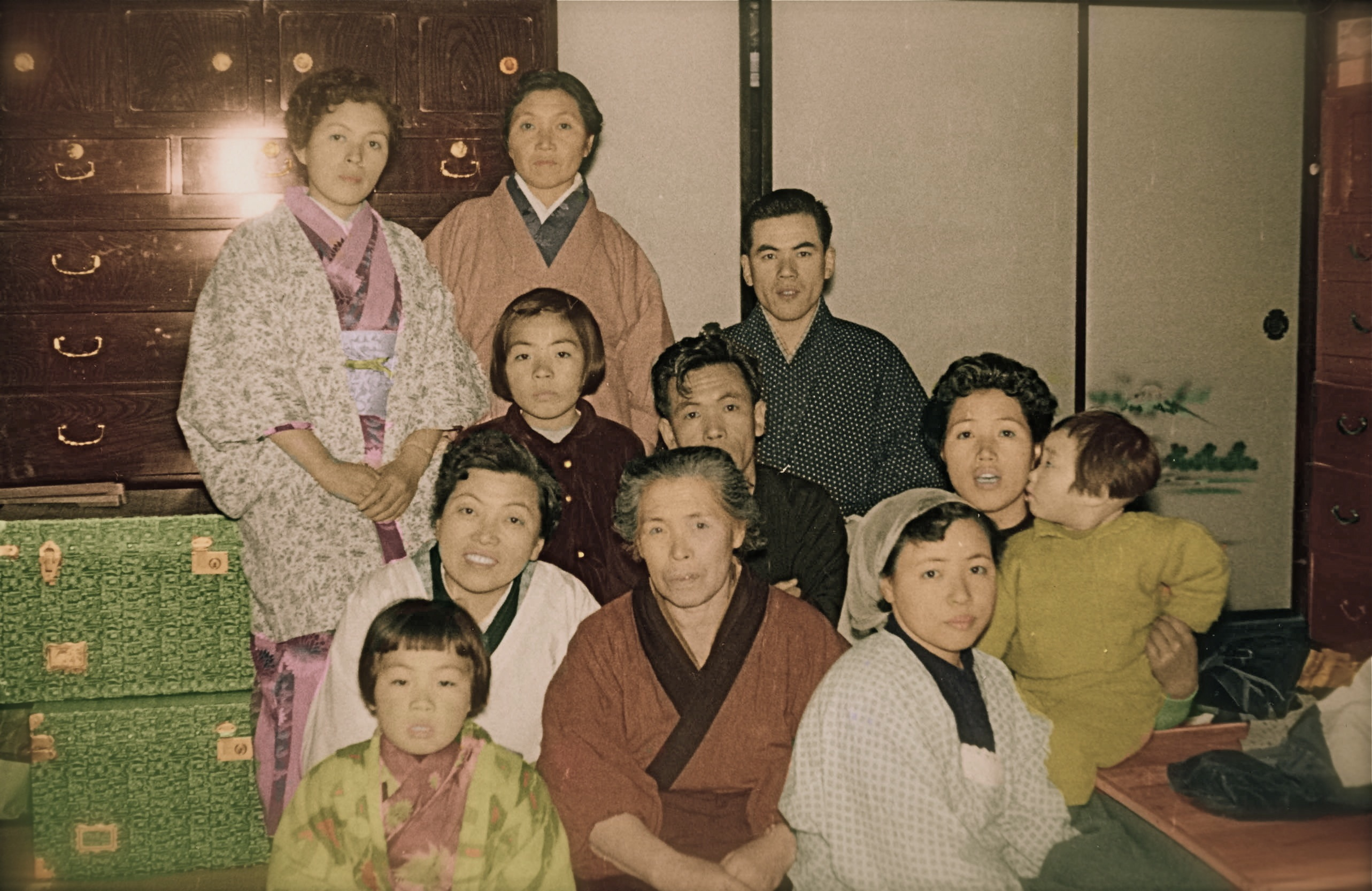
Nel Giappone del secondo dopoguerra l'educazione dei figli era compito della famiglia nel complesso, fatto non possibile nelle famiglie moderne giapponesi, composte da massimo tre o quattro membri

La vecchia generazione di giapponesi crebbe in famiglie allargate, più grandi rispetto a quelle che è possibile trovare nel Giappone contemporaneo. Allora, l'ikuji (育児? letteralmente “educazione dei bambini”) includeva un grande ambiente familiare composto da più parenti, i quali abitavano tutti all'interno della stessa abitazione. I bambini cresciuti in quel momento appresero la responsabilità attraverso la cura dei fratelli minori, facendo affidamento su se stessi nel mondo esterno grazie alle qualità assimilate durante l'infanzia. Nel Giappone moderno, l'educazione dei bambini è una questione per di più privata, gestita solo dalla famiglia che circonda il bambino. Negli anni settanta, i salari degli uomini diminuirono e le donne lasciarono la casa per cercare lavoro, godendo della piena libertà una volta che i figli terminavano il proprio percorso scolastico.
Nel Giappone contemporaneo, le coppie, avendo meno figli, si assumono personalmente il compito di occuparsi della loro educazione e istruzione. Ciò può portare alla cosiddetta “nevrosi da educazione” caratterizzata da una nuova generazione di giovani madri con una bassa autostima nelle proprie capacità di educazione famigliare. Difatti, la maggior parte delle madri giapponesi di oggi sono cresciute in famiglie più piccole con solo uno o due bambini. Le loro madri le hanno fornite di tutto il necessario ma hanno dato loro poca o nessuna responsabilità verso i fratelli minori. Così, quella generazione di bambini è ora cresciuta fino a diventare madri che non hanno idea di come crescere i propri figli.
Inoltre, nel Giappone contemporaneo ci sono madri completamente dedite all'educazione dei figli. Tra queste, il sottotipo kosodate mama (子育てママ?), nel quale la madre oltre a chiedere alla prole una buona educazione sviluppa un rapporto emotivo e psicologico con essa, attraverso, per esempio, il costante contatto fisico intimo, come trasportare i figli sulla schiena ovunque si vada o fare il bagno con loro ogni sera. Ciò comporterebbe il raggiungimento dell'ittaikan (一体感?), ovvero di un'“unità bilanciata”, una “dipendenza positiva” tra madre e figlio.

### Opinioni sociali
In Giappone, una madre che lavora è comunemente vista come un'egoista in una società in cui l'educazione dei figli è legata direttamente alla vicinanza fisica tra figlio e genitore. Questa enfasi può essere una causa dello sviluppo di kyōiku mama e della crescita di bambini che davanti all'opinione della società sono asociali, egoisti e senza fiducia in sé stessi. Inoltre, i bambini nipponici vedono l'impegno a raggiungere il più alto livello scolastico possibile come un “obbligo sociale” verso la famiglia, i coetanei e la comunità. Infatti, secondo la società, se un bambino non ha successo, significa che i suoi sforzi non sono stati sufficienti. Le madri spingono i figli verso il successo scolastico perché credono di essere “fortemente responsabili” delle loro azioni.

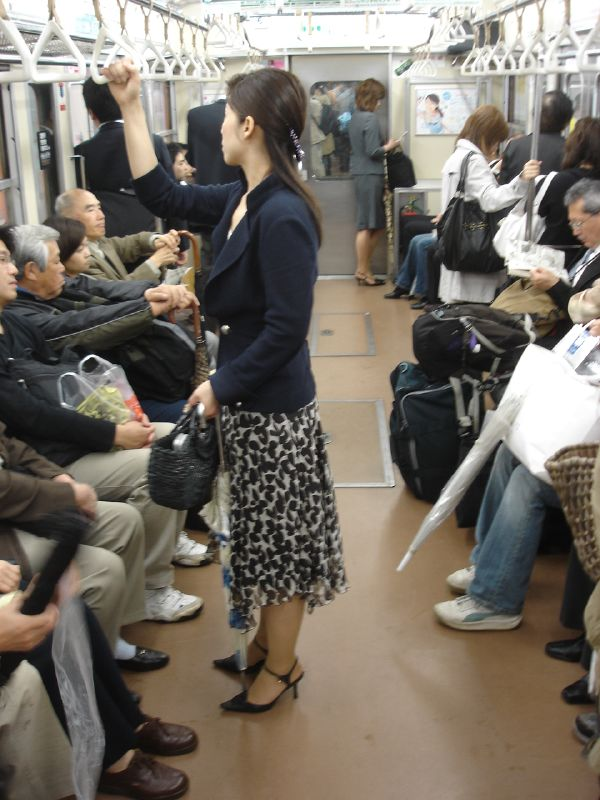
Le madri giapponesi che lavorano sono socialmente malviste dalla società, in quanto non ritenute in grado di adempiere ai loro doveri di madre

È molto difficile trovare un asilo nido in Giappone, ed è socialmente malvista una madre che ci mandi un figlio. La madre è vista come insufficiente, non avendo le competenze per crescere dei figli da sola, o come egoista, affidando il suo bambino ad un'altra persona per conseguire obbiettivi separati.
Il termine kyōiku mama cominciò ad essere usato in altri contesti simili nella società giapponese. Per esempio, l'ex Ministero del Commercio Internazionale e dell'Industria fu soprannominato kyōiku mama per il suo approccio e per le sue iniziative nel guidare la crescita industriale.
Infine, i mezzi di comunicazione di massa compiono anch'essi una campagna atta a spingere le kyōiku mama a perseverare nelle loro azioni. Programmi televisivi, riviste, prodotti e servizi sono in gran parte concentrati sul miglioramento della casa e sull'educazione dei figli.

### Distinzioni di classe
Il fenomeno della kyōiku mama riguarda principalmente le donne di ceto medio-alto. Nel secondo dopoguerra, in Giappone la donna doveva essere una “brava moglie” e una “madre saggia”, diventando di fatto la figura più importante nell'allevamento dei figli affinché in futuro divenissero degli adulti di successo. I loro sforzi erano quindi indirizzati sia nella cura di sé che nell'educazione dei figli. Le donne erano cruciali perché la famiglia ottenesse un posto nel cosiddetto “strato medio” della società.
I titoli di studio divennero il prerequisito riconosciuto per la promozione sociale nei primi anni del XX secolo. In quel periodo le kyōiku mama si sono principalmente occupate dell'educazione dei propri figli e del sistema educativo da adottare, specialmente per le ammissioni alla scuola media per i maschi e alla scuola superiore per le femmine, per contribuire a migliorare la posizione sociale della propria famiglia. Il superamento di tali esami divenne sempre più complicato con il passare degli anni, creando il fenomeno sociale conosciuto come shiken jigoku (試験地獄? letteralmente “esame inferno”), perciò il cosiddetto risshin shusse (立身出世? letteralmente “carriera nel mondo”), era quasi inarrivabile per i gli studenti senza l'apporto di una kyōiku mama. Per le “madri istruzione”, avere un figlio in grado di arrivare con successo alle scuole superiori era una preoccupazione che iniziava con l'ingresso del bambino alle scuole elementari a sei anni e si estendeva a tutti gli aspetti della sua formazione.
Le madri appartenenti alla classe lavoratrice non sono così intensamente attive nell'educazione dei propri figli come le madri di ceto medio. Uno studio etnografico di Shimizu Tokuda del 1991 esaminò il comportamento degli studenti di una scuola media protagonisti di persistenti problemi accademici in un quartiere lavorativo di Ōsaka. Lo studio illustrò vari sforzi degli insegnanti per migliorare il rendimento scolastico degli alunni: oltre alla presenza di normali test, ogni mese si svolgevano discussioni con le insegnanti e progetti atti allo studio dell'ambiente in sostituzione delle normali attività extrascolastiche. Mentre l'iscrizione degli studenti alla scuola superiore aumentò, il rendimento scolastico rimase inferiore alla media nazionale. Questo studio rivelò quindi che i problemi accademici degli studenti erano profondamente legati ai loro ambienti familiari. La maggior parte degli studenti possedevano genitori non istruiti e non coinvolti attivamente nella loro educazione.

## Effetti sui figli
È stato dimostrato che lo stress causato dai genitori ha portato alla diffusione di nuove malattie infantili tra cui asma bronchiale, balbuzie, scarso appetito, facilità di traumi delle ossa e fobia scolare. In molti casi, i bambini sono consapevoli di essere lo scopo della vita delle loro madri, e anche quando si assentano da scuola, esse sono solite incaricarsi della loro istruzione come se fossero delle maestre.
I bambini sono indubbiamente influenzati dalle loro madri. Talvolta, una bambina che cresce con una kyōiku mama diviene una tenuki okusan (手抜き奥さん? letteralmente “casalinga inattiva”). Questo stereotipo descrive le donne che tipicamente hanno un lavoro e non stanno molto con i figli, essenzialmente divenendo lo stereotipo giapponese del “padre assente”: un “genitore del tempo libero” o un “amico della domenica”. Queste madri non fanno molte faccende domestiche e solitamente scaldano cibi precotti anziché cucinarli poiché troppo occupate nel lavoro.
Tuttavia, rispetto ai moderni bambini americani, nella gioventù giapponese c'è però meno uso di droga, alcol, violenza e gravidanze adolescenziali, anche se ciò può essere dovuto a leggi più severe e a valori sociali intrinsechi nella cultura giapponese.

## Regolamenti governativi
Il Ministero dell'Istruzione giapponese ha ammesso che gli effetti del sistema di educazione e della pressione dei genitori cominciano ad essere visibili sui bambini giapponesi. Riforme educative che il Ministero ha emanato dal 1970 hanno messo in discussione il sistema scolastico paritario del Giappone. Al fine di diminuire la pressione accademica tra gli studenti concorrenti agli esami, il Ministero ha tagliato le ore di scuola in aumento e le attività extrascolastiche.
Nel 2002, il governo centrale ha ancora ridotto le ore scolastiche, riducendone il contenuto ed introducendo in tutte le scuole elementari pubbliche un nuovo curriculum per incoraggiare gli interessi individuali di apprendimento e la motivazione negli studenti. Il Ministero dell'Istruzione giapponese ha anche pubblicato un libro bianco il quale pone l'obiettivo di dare ai bambini l'opportunità di «entrare in contatto con la natura, sentendo rispetto e timore per la vita e sperimentando l'importanza dell'apprendimento dalle difficoltà».